# Banana Pancake Trail
 (mai 2021).
La mise en forme du texte ne suit pas les recommandations de Wikipédia : il faut le « wikifier ».
Les points d'amélioration suivants sont les cas les plus fréquents :
- Les titres sont pré-formatés par le logiciel. Ils ne sont ni en capitales, ni en gras.
- Le texte ne doit pas être écrit en capitales (les noms de famille non plus), ni en gras, ni en italique, ni en « petit »…
- Le gras n'est utilisé que pour surligner le titre de l'article dans l'introduction, une seule fois.
- L'italique est rarement utilisé : mots en langue étrangère, titres d'œuvres, noms de bateaux, etc.
- Les citations ne sont pas en italique mais en corps de texte normal. Elles sont entourées par des guillemets français : « et ».
- Les listes à puces sont à éviter, des paragraphes rédigés étant largement préférés. Les tableaux sont à réserver à la présentation de données structurées (résultats, etc.).
- Les appels de note de bas de page (petits chiffres en exposant, introduits par l'outil «  Source ») sont à placer entre la fin de phrase et le point final[comme ça].
- Les liens internes (vers d'autres articles de Wikipédia) sont à choisir avec parcimonie. Créez des liens vers des articles approfondissant le sujet. Les termes génériques sans rapport avec le sujet sont à éviter, ainsi que les répétitions de liens vers un même terme.
- Les liens externes sont à placer uniquement dans une section « Liens externes », à la fin de l'article. Ces liens sont à choisir avec parcimonie suivant les règles définies. Si un lien sert de source à l'article, son insertion dans le texte est à faire par les notes de bas de page.
- La présentation des références doit suivre les conventions bibliographiques. Il est recommandé d'utiliser les modèles {{Ouvrage}}, {{Chapitre}}, {{Article}}, {{Lien web}} et/ou {{Bibliographie}}. Le mode d'édition visuel peut mettre en forme automatiquement les références.
- Insérer une infobox (cadre d'informations à droite) n'est pas obligatoire pour parachever la mise en page.

Pour une aide détaillée, merci de consulter Aide:Wikification.
Si vous pensez que ces points ont été résolus, vous pouvez retirer ce bandeau et améliorer la mise en forme d'un autre article.
 (juillet 2022).
Si vous disposez d'ouvrages ou d'articles de référence ou si vous connaissez des sites web de qualité traitant du thème abordé ici, merci de compléter l'article en donnant les références utiles à sa vérifiabilité et en les liant à la section « Notes et références ».

Un pancake à la banane à Hoi An, Vietnam. Le sentier porte le nom de ce plat.

Banana Pancake Trail ou Banana Pancake Circuit est le nom donné aux routes de l’Asie du Sud-Est et, dans une certaine mesure, de l’Asie du Sud, parcourues par les routards et autres touristes. Le sentier n'a pas de définition géographique claire, mais l'appellation est utilisée de manière métaphorique pour désigner les routes et lieux populaires fréquentés par les touristes occidentaux.

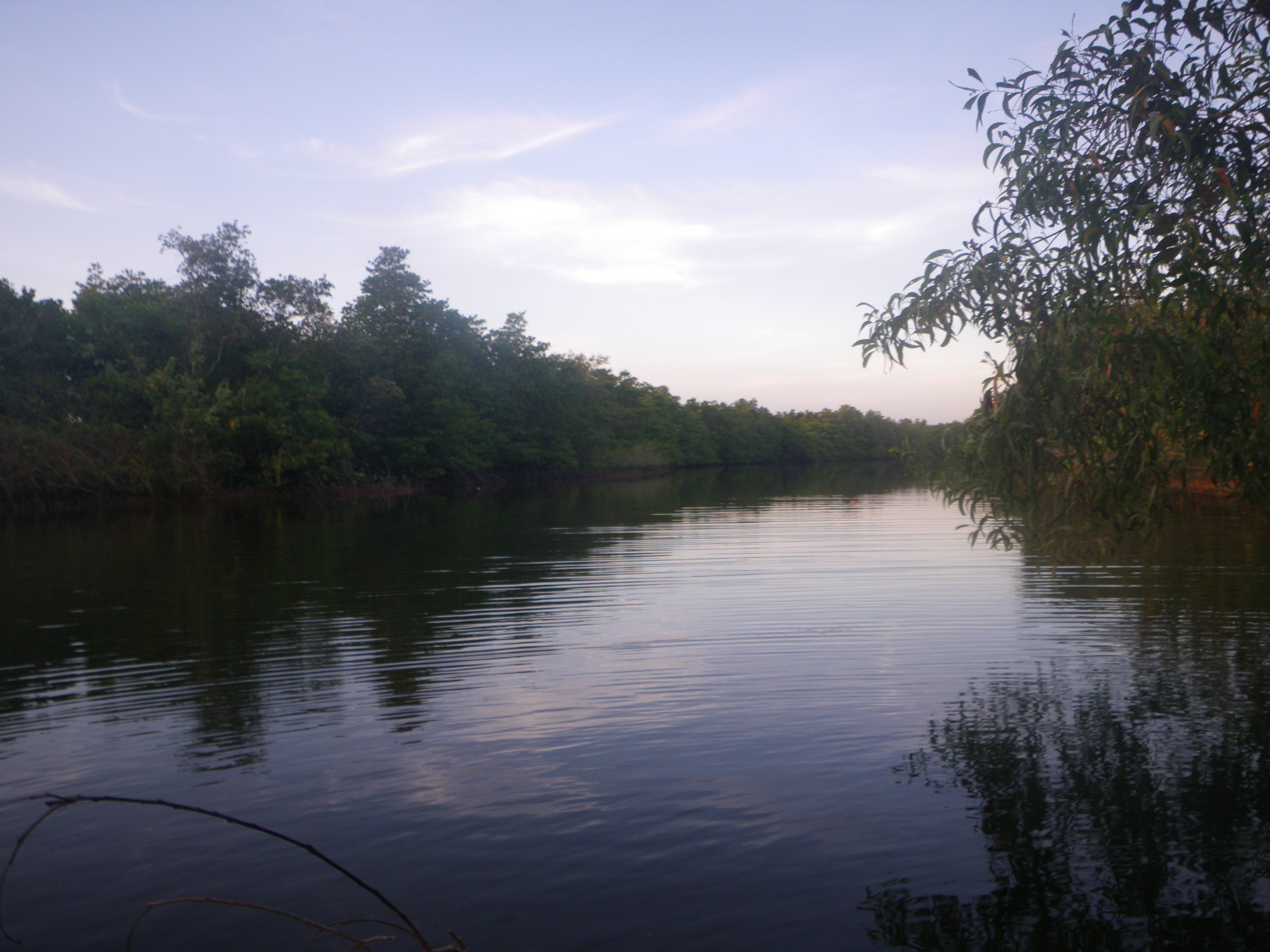
Section Sihanoukville du Banana Pancake Trail. Le port de plaisance d'Otres de la rivière Ou Trojak Jet.

## Étymologie

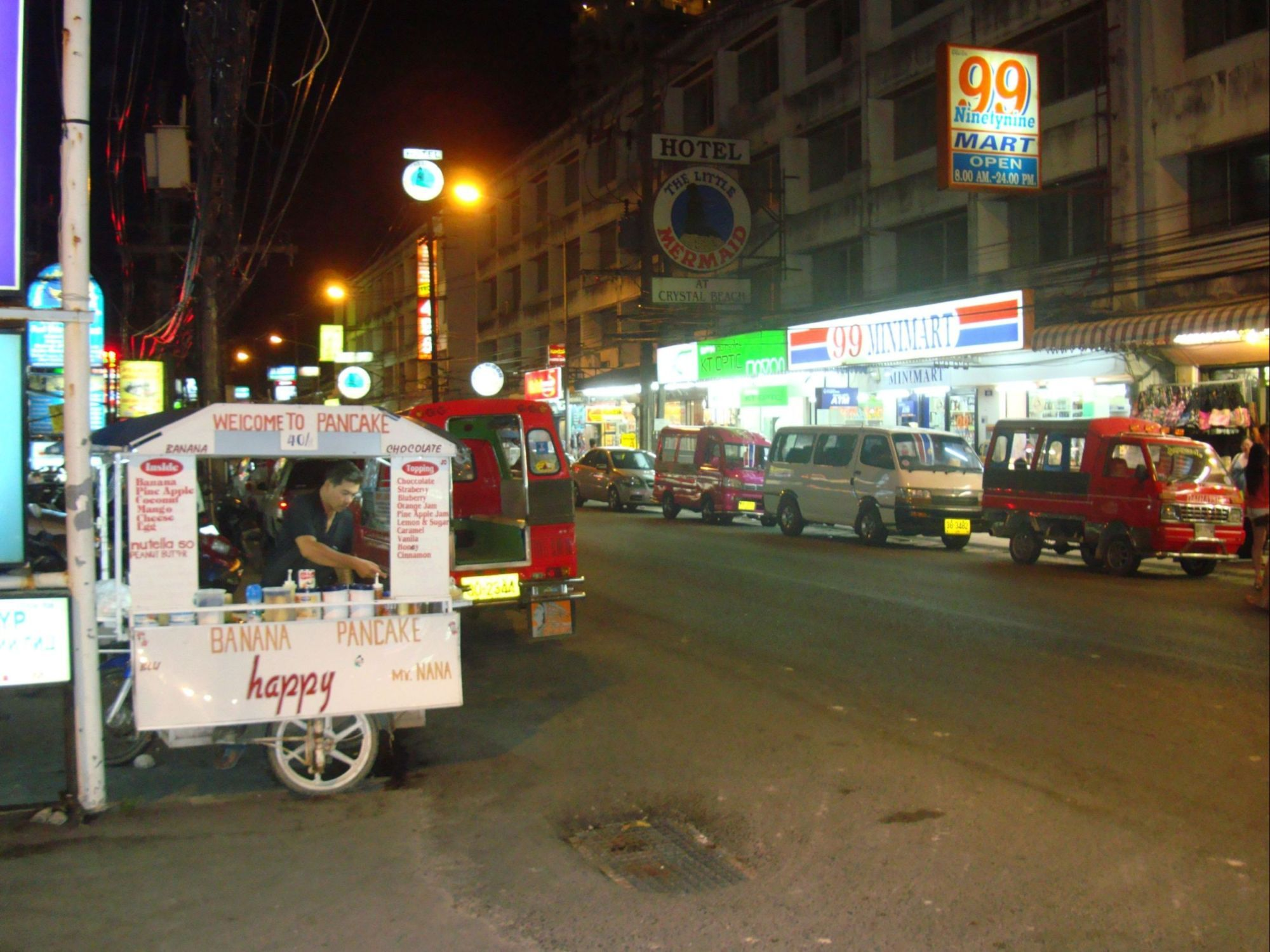
Échoppe de rue vendant des pancakes à la banane dans la ville de Phuket, Thaïlande.

L'expression « Banana Pancake Trail » est généralement utilisée avec ironie comme surnom pour divers itinéraires en Asie du Sud-Est et en Asie du Sud. Cette appellation vient du fait que de nombreuses maisons d'hôtes, cafés et restaurants locaux destinés aux routards y servent en guise de petit déjeuner ou d'encas des pancakes à la banane.
Le Banana Pancake Trail est parfois associé aux routards qui utilisent les guides de voyage Lonely Planet, ces livres étant souvent les plus utilisés par les voyageurs sur ces itinéraires. Les sentiers définissant le parcours se matérialisent lorsqu'un afflux de routards occidentaux dans une région entraîne une augmentation du nombre de restaurants servant des plats adaptés aux désirs occidentaux, notamment ces fameux pancakes à la banane et d'autres plats réconfortants occidentaux tels que le yogourt au muesli et au miel.[réf. nécessaire]

## Portée géographique

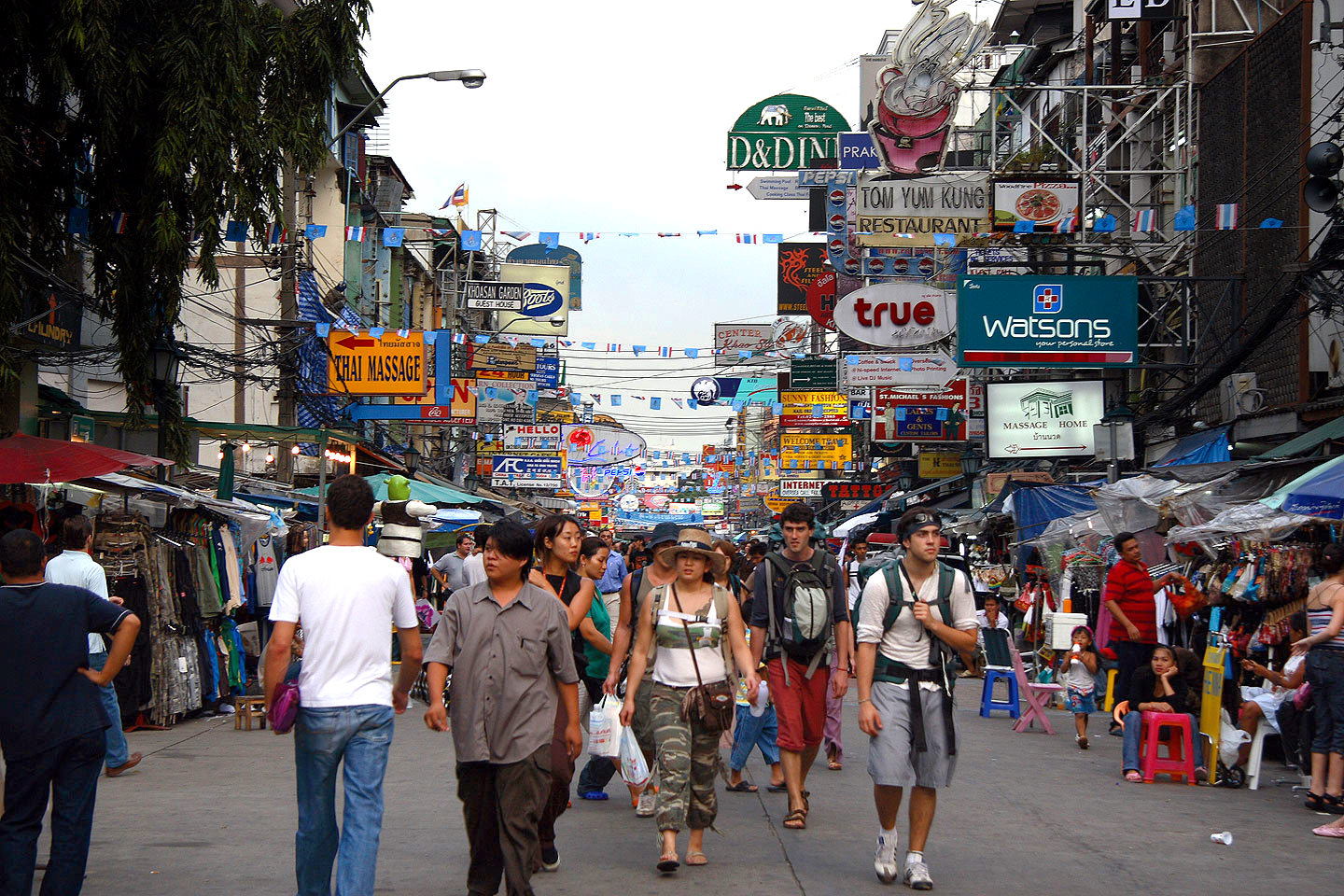
Khao San Road à Bangkok, Thaïlande, une étape remarquable sur le Banana Pancake Trail.

Il n'y a pas de définition géographique ferme du Banana Pancake Trail. Sa lecture doit plutôt s'apparenter à une métaphore désignant les sentiers des voyageurs en Asie du Sud et en Asie du Sud-Est. Ces sentiers étant en constante évolution, il ne s'agit alors pas d'une route unique mais d'un ensemble d'itinéraires (à la manière de la route de la soie). Cependant, la phrase est utilisée pour décrire, entre autres, les lieux et villes suivantes :

### Asie du Sud
Népal : Pokhara, Thamel à Katmandou, Everest Base Camp
Inde : Goa, Pushkar, Varanasi, Jaisalmer, Jaipur, Kerala, Dharamkot / hauteurs de Bhagsu, Manali / Vashisht

### Asie du Sud-Est
Myanmar : Yangon, Bagan, Lac Inle, Pa-An, Pyin U Lwin
Thaïlande : Bangkok (avec sa célèbre Khao San Road), Chiang Mai, Pai, Kanchanaburi, Krabi et de nombreuses îles, dont Phuket, Ko Tao, Ko Pha Ngan (avec sa mondialement célèbre Full Moon Party), Ko Phi Phi, Ko Lipe et Ko Chang
Laos : Vang Vieng, Luang Prabang, Nong Khiaw, Plateau des Bolovens, Si Phan Don (les 4000 îles)
Cambodge : Siem Reap (qui abrite Angkor Vat), Sihanoukville et ses îles au large, Battambang, Phnom Penh, Kampot
Vietnam : Ho Chi Minh Ville, Dalat, Mui Ne, Nha Trang, Hoi An, Huế, Hanoi, Baie d'Halong, Sa Pa
Indonésie : Bali, Îles Gili, Nusa Penida, Lombok, Yogyakarta, Mont Bromo
Philippines : Boracay, Banaue, Sagada, El Nido, Siargao
La route la plus courante passe par le Vietnam, le Cambodge et la Thaïlande de Bangkok à Ho Chi Minh Ville via Siem Reap et Angkor Vat, ainsi que Phnom Penh et le delta du Mékong. Les touristes vont également au nord de Bangkok à Chiang Mai et aux villages des tribus montagnardes, continuant vers Luang Prabang et Vang Vieng au Laos . Beaucoup se dirigent également de Ho Chi Minh-Ville à Hanoi, via des arrêts touristiques tels que Hoi An et Huế .

## Sentiers similaires
Le Banana Pancake Trail présente des similitudes avec le « Gringo Trail » en Amérique du Sud, le « Hippie Trail » en Europe et en Asie du Sud lors des années 1960-1970 et le « Hummus Trail » en Inde, popularisé par les voyageurs israéliens qui voyagent après leurs services militaires.

## Voir également
- Grand Tour - Boucle touristique du XVIIe au XIXe siècle entreprise par de jeunes aristocrates européens à titre éducatif mais également de loisir.